# إستمخب
إستمخب، هي ملكة مصرية قديمة غير حاكمة أو زوجة ملك عاشت في عهد الأسرة الثانية والعشرين، وهي زوجة ثانوية للملك أوسركون الثاني.

## التعرف عليها
الملكة إستمخب معروفة من أواني أحشاء وجدت باسم ابنتها ومحفوظة الآن في متحف فيينا، ومن نقوشها حملت لقب زوجة الملك، ومنها كذلك نعرف أن ابنتها تسمى تس باستت برو (ب) وهي ابنة الملك أوسركون الثاني، وكذلك وجد اسمها على قطعة حجر مع لقب الزوجة الملكي.